# 다케다 유스케
다케다 유스케(일본어: 武田 有祐, 1991년 7월 20일 ~ )는 일본의 전 축구 선수이다.

## 구단 경력
그는 2014년부터 2019년까지 J리그의 가마타마레 사누키에서 활동하였다.